# Вацеба Григорій Васильович
Григорій Васильович Вацеба (псевдо — «Сулима», «Варнак», «Бродич», «Орлов», «Мороз», «Маґура»; 23 січня 1917, с. Радча, нині Івано-Франківська міська громада — 1 липня 1951, с. Ловаги, нині Перегінська селищна громада, Івано-Франківська область) — керівник Станиславівського, Галицького, Надвірнянського надрайонових проводів ОУН, заступник керівника Калуського окружного проводу ОУН.

## Життєпис
Народився 23 січня 1917 року в с. Радча Станиславівського повіту (тепер — Тисменицького р-ну Івано-Франківської обл.) в родині Василя та Ганни Вацеби, заможних господарів-рільників. Крім Гриня були ще брати Василь, Михайло, Микола, Панько і сестра Параска.
Із 1924 р. навчається у Радчанській чотирикласній школі, після закінчення якої продовжує навчання в Державній гімназії з українською мовою навчання у Станиславові. У 2-му класі, 1.11.1930 р. змушений покинути навчання, — померла мати Гриня. Через рік й батько. Веде домашню господарку під опікою старшого брата, бере активну участь у діяльності товариства «Сокіл» та «Просвіти».
1933 року вступає до лав Юнацтва ОУН. 1937 року стає членом осередку ОУН в Радчі, а вже через рік очолює його. Восени того ж, 1938-го року, як організатора антипольської акції (спів націоналістичних пісень), засуджено на  шість місяців ув'язнення.
З приходом більшовиків, у вересні 1939 року, разом зі своїм добрим товаришем Михайлом Остап'яком нелегально переходить радянсько-німецький кордон, у Закерзоння, на територію новоутвореної Генеральної губернії «Польща». З 1940 року Григорій Вацеба — провідник Ярославського району Перемишлянського повіту ОУН. Наприкінці березня 1941 року відбуває у Краків як учасник II Великого збору ОУН(б), що проходи там у днях 1-4 квітня. Згодом, у травні 1941 р., на виконання Постанови и Великого збору були прийняті Інструкції Революційного Проводу ОУН(б) для організаційного активу в Україні на період війни — «Боротьба й діяльність ОУН під час війни».
У 1942 році Григорій повертається в рідне село Радчу. Переходить на нелегальне становище й очолює господарчу референтуру Станиславівського повіту ОУН. З початку 1943 року  провідник Станиславівського повітового проводу ОУН. Від червня 1945 року очолює Товмацький (Тлумацький) надрайонний провід ОУН (06.1945-07.1948).
Після ліквідації у 1948 р. провідника Надвірнянського надрайонного проводу ОУН «Діброви» — «Доктора», очолює даний провід (08.1948-08.1950).
В зимовий період, з 1 грудня 1948 по 2 квітня 1949 року, веде «Щоденник Надвірнянського Надрайонного осередку ОУН „Верховина“ за зимовий період 1948/49 року». З нього дізнаємося, зимували повстанці далеко в горах Надвірнянщини, за 15 км від с. Рафайлів, в хаті-лісничівці. Зимувало тоді їх семеро: «Варнак» — Григорій Вацеба, «Ксеня» — Марія Бабінчук, «Тугар» — Антон Костик, «Деркач» — Онуфрій Онуфрак, «Явір» — Михайло Палагняк, «Горліс» — Іван Онуфрак, «Дорошенко» — Петро Білусяк.
7 липня 1950 року в лісі біля полонини Плоска на терені села Ясіня, Закарпатської області «Варнак» — Григорій Вацеба і «Ксеня» — Марія Бабінчук одружилися. 28 серпня того ж року у них народилася дочка, яку вони назвали Мотря-Ганнуся.
Обставини призначення Григорія організаційним референтом Калуського окружного проводу ОУН, а згодом — заступником окружного провідника Калущини (08.1950-06.1951) змусили батьків віддати дитину під опіку чужим людям.
1 вересня дитину було доставлено до села Яблуниця, Яремчанськогорайону Станиславівської області й віддано під опіку цивільним людям. Опікункою Ганнусі Щербанюк від п'ятого дня її народження стала жителька села Яблуниця Гафія Манівчук, яку вона завжди називала матір'ю.
1 липня 1951 року Григорій Вацеба — «Маґура», його дружина Марійка — «Ксеня», та три охоронці («Дуб» — Ярослав Белейович, «Тарас» та «Голуб» — Михайло Мельник), перебуваючи на хуторі Ловаги біля села Небилів Перегінського району, загинули у нерівному бою з опергрупою відділу 2-Н УМДБ Станіславської області.